# Dirty Dancing 2.
A Dirty Dancing 2 vagy Piszkos tánc 2. (eredeti cím: Dirty Dancing: Havana Nights) 2004-ben bemutatott amerikai romantikus zenés film, melyet Guy Ferland rendezett, az 1987-es Dirty Dancing – Piszkos tánc előzményfilmjeként. A főbb szerepekben Diego Luna, Romola Garai, Sela Ward, John Slattery, Jonathan Jackson, January Jones és Mika Boorem látható. Kisebb szerepben az előző film sztárja, Patrick Swayze is feltűnik.
Az Amerikai Egyesült Államokban 2004. február 27-én mutatták be. A film bevételi és kritikai szempontból is megbukott.

## Cselekmény
1958-ban a tizennyolc éves Katey Miller szüleivel és Susie nevű húgával az Egyesült Államokból Havannába költözik, épp a kubai forradalom kitörésének idején. A szülei arra számítanak, hogy Katey majd a jómódú köreiken belül ismerkedik. A lány ellenszegül a kívánságuknak és beleszeret Javier Suarezbe, a tehetséges klubtáncos pincérbe. 
Titokban találkozgatnak egy havannai éjszakai klubban, ahol táncosok gyakorolnak egy nemzeti táncversenyre. Katey szülei régen versenytáncoltak, és Katey-t is megtanították rá. Javier a „piszkos táncot” sajátította el a kubai szórakozóhelyeken, így Katey-vel e két stílust kell összegyúrniuk, ha győzni akarnak. 
Az események felgyorsulnak, amikor a kitör a forradalom és Katey-nek el kell hagynia Kubát.

## Szereplők
| Szerep         | Színész          | Magyar hang         | Magyar hang     |
| Szerep         | Színész          | 1. szinkron         | 2. szinkron     |
| -------------- | ---------------- | ------------------- | --------------- |
| Katey Miller   | Romola Garai     | Kiss Virág Magdolna | Balsai Móni     |
| Javier Suarez  | Diego Luna       | Karácsonyi Zoltán   | Szabó Máté      |
| Jeannie Miller | Sela Ward        | Hirling Judit       | Igó Éva         |
| Bert Miller    | John Slattery    | Harsányi Gábor      | Kőszegi Ákos    |
| James Phelps   | Jonathan Jackson | Pálmai Szabolcs     | Hamvas Dániel   |
| Eve            | January Jones    | Galiotti Barbara    | Csondor Kata    |
| Susie Miller   | Mika Boorem      | Árkosi Kati         | Szabó Zselyke   |
| Carlos Suarez  | René Lavan       | Juhász György       | Dolmány Attila  |
| Lola Martinez  | Mýa              | eredeti nyelven     | eredeti nyelven |
| Polly          | Polly Cole       |                     |                 |
| Steph          | Chris Engen      |                     |                 |
| Senor Alonso   | Tommy Kavelin    |                     |                 |
| Tánctanár      | Patrick Swayze   | Mihályi Győző       | Selmeczi Roland |

## Filmzene
1. Wyclef Jean feat. Claudette Ortiz – "Dance Like This"
2. The Black Eyed Peas – "Dirty Dancing"
3. Pedro Martinez from Yerba Buena – "Soy El Baile"
4. Jazze Pha feat. Monica Arnold – "Can I Walk By"
5. Santana feat. Jorge Moreno – "Satellite"
6. Christina Aguilera – "El Beso Del Final"
7. Orishas feat. Heather Headley – "Represent Cuba"
8. Mýa – "Do You Only Want to Dance"
9. Shawn Kane – "You Send Me"
10. Aterciopelados – "El Estuche"
11. Julio Daivel Big Band (conducted by Cucco Peña) – "Do You Only Wanna Dance"
12. Santana featuring Jorge Moreno – "Satellite (Spanish Version) Nave Espacial (From "Havana Nights")"